# Margaretaparken
| Margaretaparken i Gamla Enskede. Till höger minnesstenen. |  | Margaretaparken i Gamla Enskede. Till höger minnesstenen. |
| Margaretaparken i Gamla Enskede. Till höger minnesstenen. |  |                                                           |

Margaretaparken  är en park i Gamla Enskede i Stockholms kommun. 

## Beskrivning
Margaretaparken anlades efter ritningar av arkitekt Per Olof Hallman och framgår på hans första stadsplan från 1907 för Enskede trädgårdsstad (nuvarande Gamla Enskede). Parken är belägen mellan Stockholmsvägen, Margaretavägen, Handelsvägen och Mittelvägen där man sparade en naturlig skogsbacke. Den är lätt kuperad och omfattar drygt tre hektar. Inom området anlades sedan några slingrande parkvägar.
Mitt i parken finns en minnessten rest 1919 med inskriptionen Till minne av Enskedesamhällets första bebyggande år 1909 restes stenen 1919.
Sedan 1983 sätter Enskedespelet regelbundet upp teaterföreställningar i parken som engagerar många barn och vuxna i närområdet. Parken är också en vanlig spelplats för Stockholms Parkteater om somrarna.